# Тукуман (провинция)
Тукума̀н (на испански: Tucumán) е една от 23-те провинции на Аржентина. Намира се в северозападната част на страната. Провинция Тукуман е с население от 1 654 388 жители (по изчисления за юли 2018 г.) и обща площ от 22 524 км². Столица на провинцията е едноименния град Тукуман.